# 福島央俐音
福島央俐音（日語：福島 おりね，1958年8月7日—），日本女性配音員、音響監督。宮城縣出生，新潟縣成長。AB型血。

## 簡介
本名後藤 織子（ (舊姓：福島)）。擔任音響監督時別名福島 央俐音（將名字姓氏後面的平假名轉換成漢字）。

### 來歷、人物
早年以漫畫家身份參加秋田書店舉辦的第1回Princess漫畫獎入圍並正式出道，之後持續投稿NTTDoCoMo漫畫小冊子的創作。
從事聲優業時曾經是81 Produce所屬。2004年自行就任企劃製作，成立演藝事務所株式會社Water Orion，目前任職Water Orion社長兼製作人。
擅長的方言為東北方言。興趣是畫漫畫。特長有八極拳、三味線。

## 演出
粗體字表示主要角色。

### 電視動畫
年份不詳
- 麵包超人（兄、熊太）

1994年
- 重獲新生的機器人（日语：おまかせスクラッパーズ）（秋男）
- 超變身俏妞（日语：超くせになりそう）（西澤由香里 等）

1995年
- 小紅豆 (漫畫)（高橋朋美的伯母）

1996年
- 爆走兄弟Let's & Go!!（小孩C、小孩A)

1997年
- 妖精狩獵者II（老奶奶）
- 劍風傳奇烙印戰士（少年時期的格斯）
- 靈異獵人（女C）
- 神奇寶貝（伊美蒂）

1998年
- 頭文字D（沙織）

1999年
- 裝甲救助部隊（日语：装甲救助部隊レストル）（的母親）

2000年
- 大象巴巴（波姆）
- 幽浮寶貝（文吉）
- 哈姆太郎（男孩子）

2001年
- PaRappa the Rapper（日语：パラッパラッパー）

2007年
- 暗夜魔法使 The ANIMATION（老師）

### 電影動畫
1996年
- 麵包超人：飛行繪本與玻璃鞋（熊太）

2016年
- 記憶沉睡的孩子奔向天空的搖籃（織音）

2025年
- 後朝之花雪[3]

### OVA
1999年
- 宇宙海盜哈洛克傳奇：尼伯龍根的指環（日语：ニーベルングの指環 (漫画)）

2003年
- 西部曠野天使（珍）

2008年
- 墓場鬼太郎（水木茂的母親）[注 1]

2010年
- 珊瑚海與王子（リョウ）

### 遊戲
1996年
- TIZ -Tokyo Insect Zoo-（日语：TIZ -Tokyo Insect Zoo-）（的姊姊）

1998年
- 超能力大戰2012 ～Psychic Force 2012～（雷吉娜·貝魯夫隆特）
- 領主之戰 -新·蓋亞王國紀-（日语：ロードモナーク）（羅莎莉奧·朱利亞斯）

1998年
- 莎木（陶林夏）

2005年
- 人中之龍（堂島彌生）[注 2]

2006年
- 山佐數位世界SP 燃燒吧！功夫淑女（日语：燃えよ!功夫淑女）（敏敏）
- 人中之龍2（堂島彌生）

2007年
- 哆啦A夢：大雄的新魔界大冒險DS（日语：ドラえもん のび太の新魔界大冒険DS）

2008年
2009年
2010年
- VANQUISH（日语：VANQUISH）（伊莉莎白·韋恩塔茲總統）

2013年
- The Wonderful 101（Wonder Grenn、Wonder Black[4]）

2014年
- 失落次元（日语：ロストディメンション）（少年時期的The END）

2015年
- 不可思議編年史 不獲勝利絕不回頭（日语：片道勇者）（奧爾[5]）

### 掌上遊戲
2010年
- 鬼灯 ～二藍刻妖～（久遠）

### 外語配音

#### 電影
1977年
- 週末夜狂熱 ※DVD新錄製版[注 3]。

1995年
- Nothing Lasts Forever（Aaron）

1997年
- 一日鍾情（英语：One Fine Day (film)）（Sammy Parker〈艾力克斯·迪·林茲〉）

2000年
- 星戰毀滅者（Neville）

2003年
- 終極殺陣3（英语：Taxi 3）（女警）

#### 電視影集
1996年
- 急診室的春天

1997年
- 美國哥德式（英语：American Gothic (1995 TV series)）（Bem Jr.）
- 歡樂家庭（ビト·パドッチ）

2000年
- 艾莉的異想世界 (第4季)（Sam）

2001年
- 海灘遊俠（Blend）

2004年
- 左右做人難（Gretchen Mannkusser）

2005年
- Mentors（英语：Mentors (TV series)）

#### 動畫
2002年
- 小小歐里的世界（英语：Rolie Polie Olie）（Binky Bevel）

### 舞台
- 煙目
- （順子）
- 飛吧！京濱吸血鬼（日语：飛べ!京浜ドラキュラ）（1982年12月於蘋果劇場公演，由81 Produce提攜公演）
- V·S·O·P安樂兵舎（瑪莉亞）
- 耳
- 夢之海賊

## 音響監督作品

### 電影動畫（音響監督）
2005年
- 池 -飛！凧!!-

### 遊戲（音響監督）
2006年
- 哆啦A夢：新·大雄的恐龍DS（日语：ドラえもん のび太の恐竜2006 DS）

## 腳註

## 外部連結
- 株式會社Water Orion公式官網的資歷簡介 （页面存档备份，存于） （日語）